# شهرستان خاتم
شهرستان خاتم یکی از شهرستان‌های استان یزد ایران است. مرکز این شهرستان، شهر هرات است. 

دشت هرات و شهرستان خاتم در پایین دست حوضه آبریز رودخانه اعظم است که از کوه های روشن و اسمالزاری در شمال دریاچه بختگان و طشک استان فارس سرچشمه می گیرد.

## پیشینه
این شهرستان دارای دو بخش مرکزی و چاهک می‌باشد. شهرستان خاتم در پی تفکیک مناطق هرات و مروست و هرابرجان از شهرستان شهربابک و منطقه چاهک از بخش مشکان شهرستان نی ریز و مناطق کرخنگان و چنار ناز از شهرستان بوانات تشکیل شده‌است.
نام تاریخی این شهرستان «هرات و مروست» است. پیش از تبدیل شدن به شهرستان، دهستانی از توابع شهرستان شهر بابک استان کرمان بود که در سال ۱۳۵۹ از شهرستان شهر بابک جدا شد و به شهرستان مهریز در استان یزد پیوست. پس از آن در سال ۱۳۶۸ دهستان هرات و مروست تشکیل و شهر هرات به عنوان مرکز آن انتخاب شد و این دهستان در سال ۱۳۸۱ با تصویب هیئت وزیران به شهرستان ارتقا و به پاس خدمات آیت‌الله خاتمی، امام جمعۀ فقید یزد و پدر سید محمد خاتمی، در جریان سیل سال ۱۳۶۵ هرات، این شهرستان خاتم نام گرفت. جمعیت منطقه بر اساس سرشماری سال 1385 بیش 32 هزارنفر بر آورد شد که اینک به کمتر از 22 هزار نفر رسیده.
بخش عمده این شهرستان زیر پوشش جنگلی قرار دارد. جنگل‌های پسته و حشی «باغ شادی» از جمله پوشش گیاهی این منطقه به‌شمار می‌روند. این شهرستان مهم‌ترین قطب کشاورزی استان یزد محسوب می‌شود. وجود منابع آبی فراوان از جمله سفره‌های وسیع آب‌های زیرزمینی، همجواری با شهرستان سرسبز سرچهان (فارس) و قرار گرفتن در مسیر رودخانه سرچهان چشم‌انداز نویدبخشی را برای کشاورزی این منطقه ترسیم کرده‌است.
صنایع دستی شهرستان خاتم عبارتند از قالی بافی، گیوه بافی، گلیم بافی و جوال بافی
پرنده زیبا و نادر «هوبره» در شهرستان خاتم بسیار یافت می‌شود.
از مهم‌ترین آثار باستانی و تاریخی این شهرستان می‌توان به قلعه کبری در بالای کوه سرچشمه با فاصله ۵ کیلوتری غرب هرات، امام زاده پیرغیب با سنگ نوشته‌هایی به خط میخی در فاصله ۲۰ کیلوتری جنوب غربی هرات (منطق بوروییه)، مسجد فتح‌آباد در ۵ کیلومتری شمال شرقی هرات، قلعه ملکی و… اشاره کرد.

## موقعیت جغرافیایی
شهرستان خاتم با وسعت ۳٬۰۸۷ کیلومتر مربع در مختصات ۳۱ درجه و ۳۰ دقیقه تا ۳۹ درجه و ۳۲ دقیقه تا ۳۹ درجه و ۳۲ دقیقهٔ عرض شمالی و ۵۴ درجه و ۴۰ دقیقهٔ طول شرقی واقع گردیده‌است.
این شهرستان از شمال با شهرستان مروست، از شرق با شهرستان شهربابک استان کرمان، از غرب با شهرستان‌های سرچهان و بختگان استان فارس و از جنوب با شهرستان نی ریز استان فارس همسایه است و در مسیر در حال احداث بزرگراه مهریز نی ریز واقع شده است.

## مردم‌شناسی
منطقه این شهرستان به لحاظ موقعیت جغرافیایی خود و هم‌جواری با استان‌های فارس و کرمان از نظر قومی و فرهنگی دارای ویژگی‌های خاص خود می‌باشد. افزون‌بر این باعث مهاجرپذیری و رشد فرهنگ‌های گوناگونی شده‌است، به گونه‌ای که امروزه در شهرستان خاتم آمیزه‌ای از فرهنگ مردم کرمان و فارس مشاهده می‌شود. برای مثال لهجهٔ تکلم مردم ترکیبی از گویش مردم استان‌های کرمان و فارس می‌باشد. از نظر دینی کلیهٔ مردم شهرستان پیرو مذهب شیعهٔ دوازده امامی می‌باشند.

در برخی از روستاها افزون‌بر زبان فارسی، مردم به زبان‌های دیگری چون زبان ترکی و عربی صحبت می‌کنند.

از لحاظ پوشش مردم ساکن خود شهرستان پوشش آنان با پوشش رسمی کشور یکسان است ولی در برخی از روستاها زندگی عشایری دارند و از تیرهٔ
قرائی‌ها هستند. لباس آنان بیشتر از لباس زنان قشقایی است که به محلی لباس قری گویند.

## جاذبه‌های گردشگری
منابع طبیعی و تفرجگاهی:
سرچشمه نهرمسیح هرات، 
- منطقه حفاظت شده باغ شادی،
- پناهگاه حیات وحش بروئیه

، باغ معدن و قدمگاه
غارها:
غار چهل در، غار چاه سنجد، غار پوزه سیاه، غار کوه زرد (کلسک)، غار کفتاری (قدمگاه)
قلعه‌ها:
قلعه محمد کریم خان، قلعهٔ ملکی هرات، قلعه محمد باقری هرات، قلعه هاشم‌آباد، قلعهٔ میان ده چاهک، قلعه قدمگاه علی،
خانه‌ها و ابنیه‌های تاریخی:
خانه دکتر صالحی، خانهٔ رسولی‌ها، خانهٔ وقفی، خانه محمد ابراهیم صداقت
مساجد و زیارتگاه‌ها:
مسجد هاشم‌آباد، مسجد کوشک، مسجد شاه محمد ترکان، شبستان مسجد فتح‌آباد، مقبرهٔ سید عباس
بقعه‌های متبرکه:
بقعهٔ سید نورالدین فتح‌آباد، بقعهٔ شیخ کله پریده چاهک، بقعهٔ شریف‌السادات، بقعهٔ دوازده امام، بقعه چلچراغ

## تقسیمات کشوری
شهرستان خاتم دارای ۲ بخش، ۳ دهستان و ۱ شهر به شرح زیر است:

### شهرستان خاتم
| بخش   | مرکز بخش | جمعیت بخش ۱۳۹۵ | نام دهستان | مرکز دهستان  | جمعیت دهستان ۱۳۹۵ | شهر              | جمعیت شهر ۱۳۹۵   |
| ----- | -------- | -------------- | ---------- | ------------ | ----------------- | ---------------- | ---------------- |
| مرکزی | هرات     | ۱۵٬۳۵۱ نفر     | فتح‌آباد    | فتح‌آباد      | ۲٬۳۱۹ نفر         | هرات             | ۱۳٬۰۳۲ نفر       |
| چاهک  | چاهک     | ۶٬۰۵۷ نفر      | چاهک       | چاهک         | ۴٬۶۴۵ نفر         | **************** | **************** |
| چاهک  | چاهک     | ۶٬۰۵۷ نفر      | شهریاری    | شهریاری علیا | ۱٬۴۱۲ نفر         | **************** | **************** |

## جمعیت
بر پایه سرشماری عمومی نفوس و مسکن در سال ۱۳۹۵، جمعیت شهرستان خاتم برابر با ۲۱٬۴۰۸ نفر بوده‌است.